# Moskauer Motorenwerk Salut

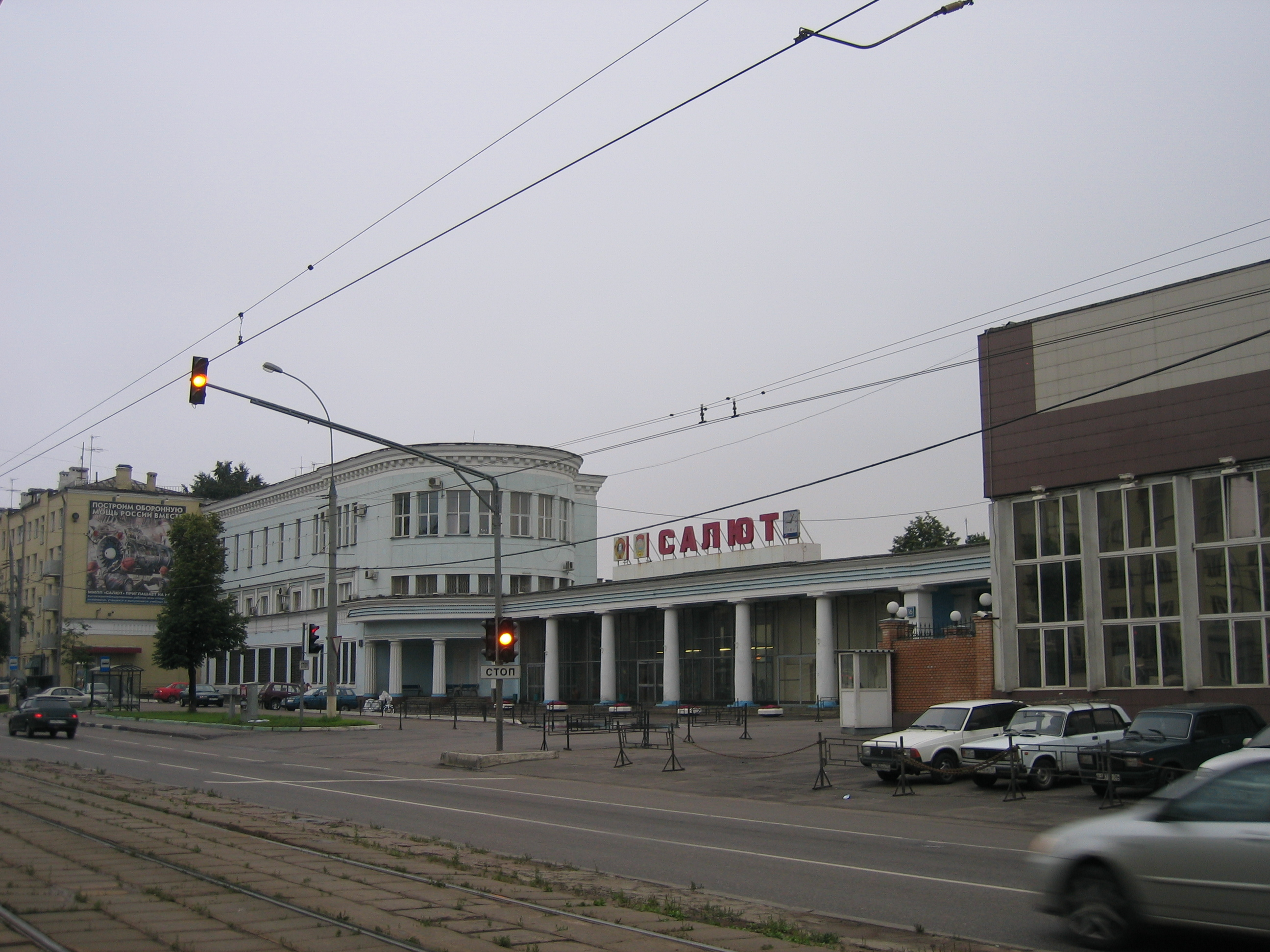
Zentrales Werksgebäude in Moskau

Das staatliche unitäre Unternehmen Moskauer Motorenwerk Salut (FSUE MMMP Salut; russisch Московское машиностроительное производственное предприятие Салют/ Moskowskoje maschinostroitelnoje proiswodstwennoje predprijatije Saljut) ist ein aus dem 1912 gegründeten Werk Gnom (russisch Гном) hervorgegangener russischer, ehemals sowjetischer Hersteller von Flugzeugtriebwerken mit Sitz in Moskau. Das Unternehmen gehört über die United Engine Corporation zu Rostec.

## Geschichte
Der Betrieb produzierte nach der Oktoberrevolution von 1917 ab 1923 als Werk Nr. 24 den französischen Umlaufmotor Gnome et Rhône 9J mit 120 PS (88 kW) in 880 Exemplaren unter der Bezeichnung M-2 für das Schulflugzeug U-1 in Lizenz; ab 1924 folgte der US-amerikanische Liberty als M-5 mit 400 PS (294 kW), von dem 2725 Stück gebaut, die hauptsächlich im Mehrzweckflugzeug R-1 und den leichten Panzern der BT-Serie bis zum BT-5 eingesetzt wurden. Nach der Umstellung der Produktion auf den ersten in der Sowjetunion entwickelten V-Motor M-34 von Alexander Mikulin im Jahr 1932 wurde das Werk Nr. 24 auch Sitz von dessen 1936 gegründeten Konstruktionsbüro. Bis 1937 wurden 1408 M-34 produziert. Es folgten die Mikulin-Motoren AM-35 und AM-38. Nach dem Kriegsausbruch wurde das Werk im Herbst 1941 nach Kuibyschew evakuiert und dort zum Hauptproduzent des für das Schlachtflugzeug Il-2 dringend benötigten AM-38. In Moskau wurde 1942 nach der Schlacht um Moskau und der damit einhergehenden Abwendung der Bedrohung der Stadt durch die deutschen Truppen auf dem ehemaligen Betriebsgelände das Werk Nr. 45 in kleinerem Rahmen wiedereröffnet, das zunächst ebenso wie das Hauptwerk die Herstellung des AM-38 aufnahm: 18 % aller während des Krieges gebauten AM-38 entstanden in Moskau, 82 % in Kuibyschew.
1946 wurde das Werk Nr. 45 zum Sitz des neueröffneten OKB von Archip Ljulka bestimmt und begann mit dem Bau von Strahltriebwerken, zunächst des von Wladimir Klimow entwickelten WK-1, von dem es 45 % aller Einheiten produzierte. Nachfolgend wurden ausschließlich die vom OKB Ljulka entwickelten Antriebe gebaut; von 1957 bis 1972 waren dies das AL-7 (3010 Stück), von 1969 bis 1991 das AL-21 (5011 Stück) sowie das R-15-300 und das AL-31.

## Flugmotoren
- M-5[1] (Lizenz)
- Mikulin AM-34
- Mikulin AM-38

## Strahltriebwerke
- Klimow WK-1 für MiG-15, MIG-17, Il-28, Tu-14
- Ljulka AL-7 für Suchoi Su-7 und Su-9
- Tumanski R-15 für MiG-25
- Ljulka AL-21 für Su-17, Su-20, Su-24
- Ljulka AL-31 für Su-27
- Iwtschenko Progress D-436 für Tu-334, Jak-42, An-148, Be-200